# Alsea jezik
Alsea jezik (Alséya; ISO 639-3: aes), jezik Alsea Indijanaca, porodice yakona, koji se govorio u 17 sela uz oregonsku obalu na zaljevu Alsea i lijevoj i desnoj obali rijeke Alsea.
Prema (Voegelin and Voegelin 1977) manje od 10 1930.

## Vanjske poveznice
- Ethnologue (14th)
- Ethnologue (15th)